# Dicranota nipponica
Dicranota nipponica är en tvåvingeart som beskrevs av Alexander 1919. Dicranota nipponica ingår i släktet Dicranota och familjen hårögonharkrankar. Inga underarter finns listade i Catalogue of Life.